# MK-Kliniken

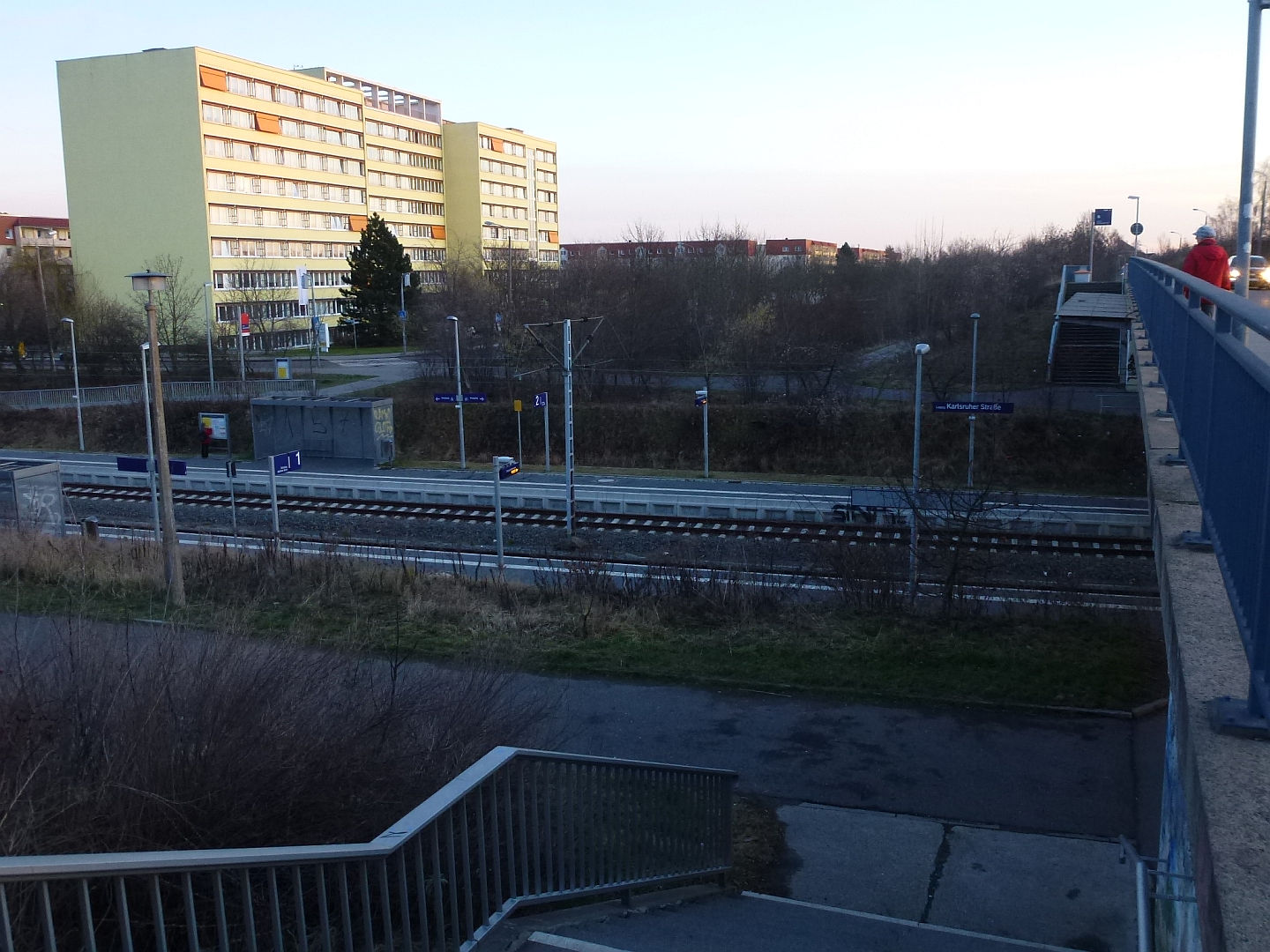
Pflegeheim in Leipzig-Grünau

Die MK-Kliniken AG (bis Dezember 2015 Marseille-Kliniken AG) ist ein Betreiber von Pflegeheimen und Einrichtungen für Betreutes Wohnen für Senioren in Deutschland.

## Unternehmen
Das Unternehmen unterhält circa 20 Standorte mit über 900 Mitarbeitern, darunter vollstationäre Pflegeeinrichtungen, Standorte für Betreutes Wohnen und eine Tagespflegeeinrichtung.
Im Geschäftsjahr 2019 wurde laut Geschäftsbericht Umsatzerlöse von 72,8 Mio. Euro erzielt sowie sonstige betriebliche Erträge von 171 Mio. Euro im Wesentlichen aus dem Verkauf von Tochtergesellschaften. Neben dem Betrieb von Pflegeeinrichtungen vercharterte das Unternehmen laut Geschäftsbericht 2019 auch fünf Containerschiffe und ein Flugzeug.
Die operative Unternehmenszentrale ist in Hamburg; eingetragener Sitz des Unternehmens ist Berlin.

## Geschichte
Ulrich Marseille eröffnete am 31. März 1984 sein erstes Seniorenheim mit 40 Betten in Langen (Geestland), das ein Jahr später ausgebaut wurde.
Das Unternehmen wurden 1984 zunächst als GmbH gegründet und im Dezember 1994 in eine Aktiengesellschaft umgewandelt; dabei bediente man sich des Mantels eines Unternehmens, das seine ursprüngliche Geschäftstätigkeit eingestellt hatte (Mantelverwertung): Die Tonwarenindustrie Wiesloch AG, bis Ende der 1980er-Jahre ein Hersteller von Dachziegeln, wurde in Marseille-Kliniken AG umbenannt. Benannt ist die Aktiengesellschaft nach dem Hauptaktionär und Vorstandsvorsitzenden Ulrich Marseille bzw. seinem Adoptivvater Theo Marseille.
Der erste amtliche Handel der Marseille-Kliniken-Aktien erfolgte am 4. Oktober 1996.
Im Februar 1996 wurde die Mehrheit der Karlsruher Sanatoriums AG übernommen. Im Mai 2009 trennte sich die Marseille-Kliniken wieder von der Rehabilitationssparte und verkaufte die Beteiligungen an den Rehabilitationskliniken der Karlsruher Sanatorium.
Im Jahr 2000 wurde, gemeinsam mit Donald Trump und der Trump Organization, die TD Trump Deutschland AG gegründet. Ziel war die Planung und Vermarktung eines „Trump Towers“ in Deutschland. Als Standort waren Frankfurt, Berlin und letztlich Stuttgart geplant. Die TD Trump Deutschland AG wurde 2005, unter Streitigkeiten mit Trump und staatsanwaltlichen Ermittlungen, aufgelöst.
Im November 2013 beschlossen die Anteilseigner eine Erweiterung des Geschäftszweckes. Das Unternehmen beschloss die zukünftige Entwicklung, Herstellung und den Vertrieb von Software im ambulanten und stationären medizinischen Bereich.
Auf der Hauptversammlung der Gesellschaft am 30. Oktober 2015 in Hamburg wurde die Änderung des Firmennamens in MK-Kliniken beschlossen. Die Eintragung erfolgte im Dezember 2015, beim Amtsgericht Charlottenburg.
2017 wurden 46 von 55 Heimen der stationären Altenpflege mit insgesamt 5400 Heim- und etwa 4000 Arbeitsplätzen, die etwa zwei Drittel des Umsatzes der MK-Gruppe erwirtschafteten, an den französischen Private-Equity-Investor Chequers Capital verkauft. Als Co-Investor trat die Silver Care Gruppe auf, die wiederum seit 2014 zur Orpea-Gruppe gehört, einem der größten Pflegeheimbetreiber Europas. Zuvor hatte die Gesellschaft über 5000 Mitarbeiter beschäftigt und einen Umsatz von circa 246 Mio. Euro erwirtschaftet.

## Kontroversen und Gerichtsprozesse

### Undurchsichtige Geschäftspraktiken
Ein Bericht der Wirtschaftswoche aus dem Jahr 2013 verwies darauf, dass die Eigentümerfamilie Marseille, über weitere in ihrem Besitz befindliche Unternehmen, wiederholt Geschäfte mit den MK-Kliniken tätigte. Dabei, so die Wirtschaftswoche, dränge sich die Vermutung auf, dass das Ehepaar Marseille fallweise bewusst zum wirtschaftlichen Nachteil der MK-Kliniken gehandelt habe, um daraus in anderen von ihr beherrschten Geschäftsfeldern (privaten) Gewinn zu erzielen.
So betrieb Ulrich Marseille, laut Wirtschaftswoche, im Jahr 2010 den Kauf der Allgemeinen Ansgar Pflegedienste (AAP) durch die MK-Kliniken. Dabei sei an die AAP-Eignerin, Marseilles Ehefrau Estella-Marie, ein überhöhter Kaufpreis geflossen. Zudem wurden den MK-Kliniken kostenträchtige Mietverträge zunächst angeblich verschwiegen, die die AAP mit Ulrich Marseilles DL Immobilienverwaltung eingegangen war. Der damalige Aufsichtsrat (bestehend u. a. aus Thomas Middelhoff, Hans-Hermann Tiedje und Estella-Marie Marseille) sah an dem Vorgang dennoch keinen Anlass zur Kritik.

### Rückzug von der Börse
Im Juni 2014 kündigte das Unternehmen den Rückzug von der Börse an. Aktien sollten ab Mitte August 2014 von der Valora Effekten Handel AG gehandelt werden. Zunächst gab es Pläne, diese Aktien auf einer neu zu schaffenden firmeninternen Plattform der Marseille-Kliniken zu handeln. Die Deutsche Schutzvereinigung für Wertpapierbesitz kritisierte dieses Vorhaben.

### „Bossing“ gegen ein Betriebsratsmitglied
Laut der ARD-Fernseh-Dokumentation „Die Rausschmeißer“, 3. Juli 2017, erwirkte das Unternehmen, unter Hinzuziehung des Rechtsanwalts Helmut Naujoks, die Entlassung eines langjährigen Betriebsratsmitgliedes nach Mobbing seitens Vorgesetzter („Bossing“).

### Klage gegen die ehemaligen Vorstände Wopen und Thanheiser
Im April 2017 reichten auch die MK-Kliniken Klage gegen das ehemalige Vorstandsmitglied Dieter bzw. Heinz-Dieter Wopen (sic) ein, der von 2012 bis 2016 zunächst den Bereich ambulante Pflege und die Expansion des Pflegegeschäfts geleitet hatte und schließlich als Alleinvorstand verantwortlich zeichnete. Der Vorwurf lautete auf „schwere Pflichtverletzungen, Missmanagement und unehrbares Verhalten“. Wegen gravierender Pflegemängel hatte 2013 die Heimaufsichtsbehörde des Landkreises Rhein-Kreis Neuss zwei MK-Pflegeheime schließen lassen. Den auf rund 5,7 Millionen Euro bezifferten Verlust wollten die MK-Kliniken im Rahmen einer Schadensersatzklage gegen Wopen und den 2013 aus dem Konzern ausgeschiedenen Finanzvorstand (CFO), Michael Thanheiser, beitreiben. Im Ergebnis gab das Oberlandesgericht Hamburg dem Arbeitgeber Recht und verurteilte, Ende Dezember 2020, beide Akteure zur Zahlung von 2,5 Millionen Euro Schadensersatz (AZ 11 U 165/18 – 305 O 432 /15 LG HH).
Im Zuge der Ermittlungen ging Thanheiser, der Wopen vor Gericht schwer belastet hatte, im Juni 2017 seiner Berufung zum Vorstandsvorsitzenden der Maternus-Kliniken AG verlustig. Diese war im Mai 2016 – zunächst auf zwei Jahre – erfolgt. Zum Zeitpunkt des Urteilspruchs des OLG Hamburg war er einer der beiden Geschäftsführer der Argentum Pflege Holding GmbH, die deutschlandweit zahlreiche Seniorenheime betreibt.
Wopen hatte sich bereits vorher schon einmal mit dem Vorwurf der Untreue konfrontiert gesehen, nämlich seitens seines vormaligen Arbeitgebers, der Vivantes-Tochter „Forum für Senioren“ (siehe hier). Zum Zeitpunkt der Klageeinreichung durch die MK-Kliniken war er Vorstandschef (CEO) der Curata-Pflegeeinrichtungen. Diese Funktion gab Wopen nach knapp drei Jahren, im März 2020, wieder auf. Er verließ die Curata-Pflegeeinrichtungen und wechselte in die Politik. Als Kandidat der Wählergruppe Wir für Schöneberg (WfS) wurde Wopen im Mai 2020 zum Bürgermeister von Schöneberg gewählt, einer 600-Einwohner-Gemeinde im Landkreis Bad Kreuznach, in Rheinland-Pfalz.

### Affäre um ungesicherte Patientenakten
Ende Mai 2020 wurden im ehemaligen St. Nikolaus-Hospital (Büren) hunderte ungesicherte Patientenakten entdeckt.  Das Krankenhaus gehörte nach dem Verkauf durch die Kirche zur Unternehmensvorgängerin (Marseille Kliniken) und steht seit Oktober 2010 leer. Die nicht sachgerechte und nicht datenschutzkonforme Lagerung der hochsensiblen Akten löste straf- und datenschutzrechtliche Ermittlungen durch die zuständigen Behörden aus.

### Massenkündigung in Potsdamer Seniorenwohnanlage
Ende Oktober 2021 erhielten über 100 Bewohner der Potsdamer Josephinen-Wohnanlage für Betreutes Wohnen die Kündigung ihrer Mietverträge „zum nächstzulässigen Zeitpunkt“. Für viele Mieter bedeutet dies eine dreimonatige Kündigungsfrist. Die Betreiberin, die Soziale Grundbesitzgesellschaft Potsdam mbH (SGG), eine Tochter der Gruppe MK-Kliniken, begründet ihr Vorgehen damit, dass sie die Pflege nicht mehr „zu wirtschaftlich vertretbaren Konditionen“ erbringen könne. Der örtliche Mieterverein erachtet die Kündigungen als unwirksam.
Gegen die Massenkündigung hat sich unter der Stadtgesellschaft das Bündnis „Burgstraße bleibt!“ gegründet. Es setzt sich für den Erhalt des Betreuten Wohnens in der Potsdamer Burgstraße 6a ein und bietet den Mietern ersten Rechtsbeistand und Hilfe beim Einlegen von Härtewidersprüchen an. Getragen wird das Bündnis vom Seniorenbeirat der Landeshauptstadt Potsdam, dem Mieterverein Potsdam und Umgebung e. V. und der Verbraucherzentrale Brandenburg e. V.
Nach letztem Kenntnisstand soll aus der Wohnanlage ein Studentenwohnheim werden. Medien berichten, dass das höhere Renditen verspricht.
Laut rbb24 wird die Anlage über Airbnb an Touristen vermietet. Potsdam verhandelt mit dieser Firma darüber, die Unterkünfte an ukrainische Flüchtlinge zu vermieten.

## Gremien
Vorstand
- Gabriela Krohe
- Manfred Dreier-Gehle

Aufsichtsrat
- Ulrich Marseille (Vorsitzender)
- Frank Abele (stellv. Vorsitzender)
- Hans-Hermann Tiedje

Stand: 10. Juni 2020